# Large Number Hypothesis
Die Large Number Hypothesis (engl., LNH, deutsch Hypothese der großen Zahlen), auch Dirac-Hypothese genannt, ist eine Vermutung in der theoretischen Physik.
Sie wurde 1937 von Paul Dirac erhoben und beschäftigt sich mit der seltsamen Häufung von absoluten Verhältnissen in der Größenordnung der Zahl {\displaystyle N=10^{40}}. So ist etwa das Verhältnis von elektromagnetischer Kraft zur Schwerkraft zweier Elementarteilchen von der Größenordnung N, des Durchmessers des sichtbaren Universums zum Durchmesser des Protons ebenfalls von der Größenordnung N, die Anzahl solcher Teilchen in diesem von der Größenordnung {\displaystyle N^{2}} und etliche weitere solcher seltsamen Übereinstimmungen (englisch coincidences, deshalb auch Large Number Coincidences genannt). Die LNH nimmt daher einen Zusammenhang zwischen den physikalischen Gesetzen im ganz Kleinen (Elementarteilchen) und auf kosmologischer Ebene an. 
Dirac leitete daraus Kosmologien mit zeitlich variabler Gravitationskonstante und kontinuierlicher Erzeugung von Materie ab.